# Джованні Папіні
Джованні Папіні (9 січня 1881, Флоренція, Італія — 8 липня 1956, Флоренція, Італія) — італійський журналіст, есеїст, літературознавець, поет-футурист, також філософ і письменник. Приятель Беніто Муссоліні.

## Раннє життя
Народився у Флоренції. Син торговця меблями (і колишнього члена «Товариства Джузеппе Гарібальді») із Борґо деґлі Альбізі, мати Папіні хрестила Джованні таємно, щоб уникнути агресивного антиклерикалізму свого батька. Папіні жив у сільській місцевості. Його дитинство було доволі самотнім. У той час він відчував сильну неприязнь до всіх вірувань, церков, а також до будь-якої форми підневільного служіння (яке він вважав пов'язаним із релігією); також був зачарований ідеєю написання енциклопедії, в якій будуть узагальнюватися всі культури.
Навчався в Istituto di Studi Superiori (1900–1902), протягом року навчався у англо-італійській школі, а потім був бібліотекарем в Музеї антропології з 1902 по 1904. Літературне життя приваблювало Папіні, який у 1903 заснував журнал «Il Leonardo», до якого він вніс статті під псевдонімом «Gian Falco». Його співавторами були Джузеппе Прецоліні, Боргезе, Вайлаті, Костетті і Кальдероні. Через Папіні і його журнал «Il Leonardo» до Італії потрапило багато перекладів важливих мислителів, таких як К'єркегор, Вільям Пірс, Ніцше, Джордж Сантаняна і Анрі Пуанкаре. Пізніше він приєднався до колективу «Il Regno», націоналістичного видання, керованого Енріко Коррадіні, який створив Італійську націоналістичну асаціацію (Associazione Nazionalistica Italiana), щоб підтримати колоніальний експансіонізм країни.
Папіні зустрічався з Вільямом Джеймсом і Анрі Бергсоном, які сильно вплинули на його ранні роботи. Він почав публікувати коротке оповідання та есе: у 1906 «Il Tragico Quotidiano» («Everyday Tragic»), в 1907 Il Pilota Cieco («Сліпий пілот») і Il Crepuscolo dei Filosofi («Сутінки філософів»). Останній був полемікою з усталеними та різноманітними інтелектуальними діячами, такими як Іммануїл Кант, Георг Вільгельм Фрідріх Гегель, Оґюст Конт, Герберт Спенсер, Артур Шопенгауер та Фрідріх Ніцше. Папіні проголосив смерть філософів і знесення самого мислення. Він коротко фліртував з футуризмом та іншими насильницькими і ліберальними формами модернізму (Папіні є персонажем у кількох віршах, написаних Міною Лой).
У 1907 Папіні одружився із Джакінтою Джованьолі; у подружжя були дві доньки, Віола і Джоконда.

## До і під час Першої світової війни

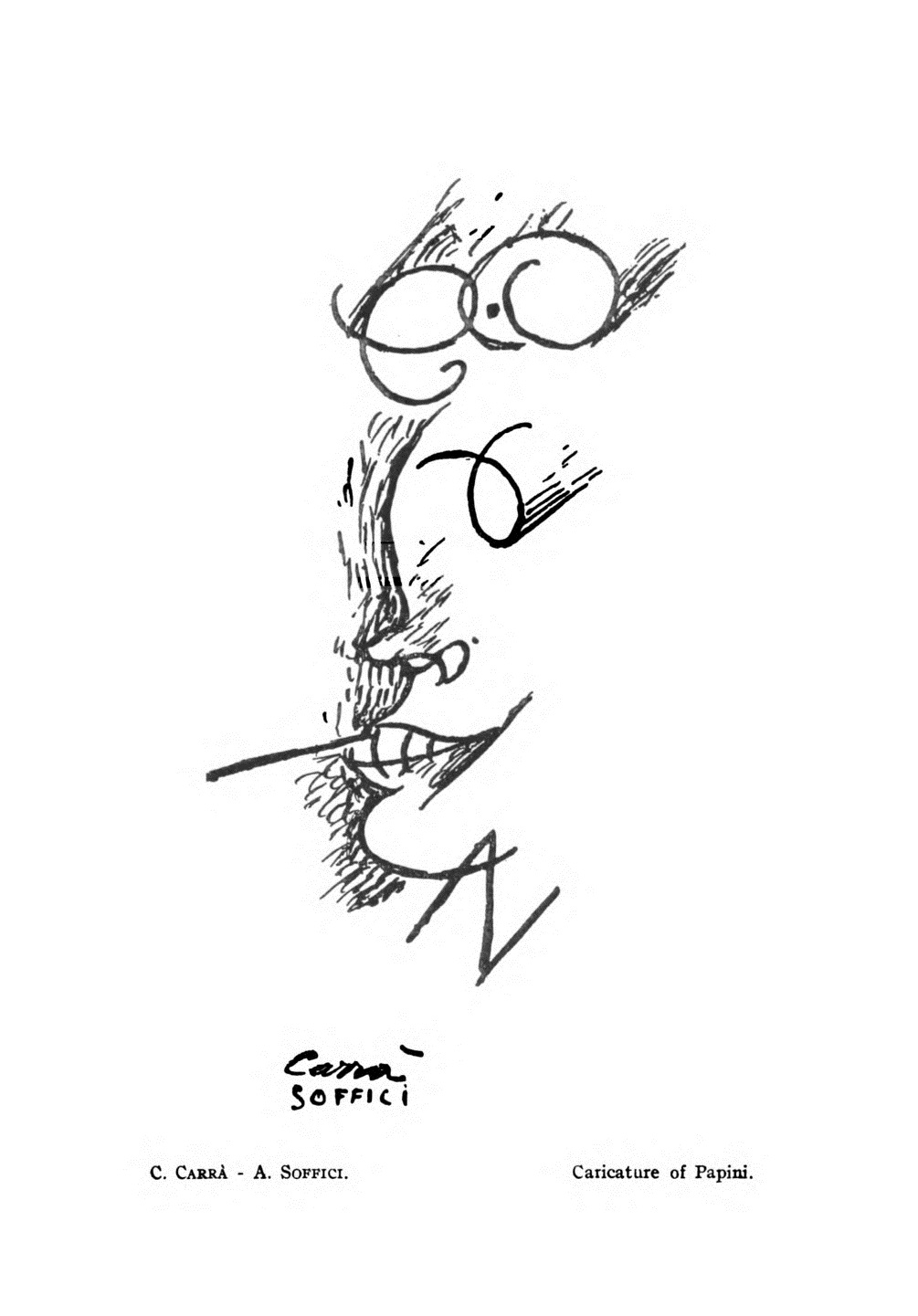
«Карикатура на Папіні», Карло Карра і Арденго Соффічі, з Брума, 1922.

Після того, як залишив «Il Leonardo» у 1907, Джованні Папіні заснував декілька інших журналів. Спочатку «La Voce» в 1908, потім «L'Anima» разом з Амендолою Джованні і Преццоліні. У 1913 (безпосередньо перед вступом Італії до Першої світової війни) він розпочав «Lacerba» (1913–1915). Протягом трьох років Папіні був кореспондентом «Mercure de France», пізніше — літературним критиком La Nazione. Близько 1918 він створив ще один огляд, «La Vraie Italie», з Арденго Соффічі.
З-під його пера вийшли також книги. У книзі «Parole e Sangue» («Слова і Кров») Джованні показав свій фундаментальний атеїзм. Крім того, Папіні прагнув створювати скандали, спекулюючи на тому, що Ісус і Іван Богослов мали гомосексуальні стосунки. У 1912 році він опублікував свою найвідомішу роботу, автобіографію «Un Uomo Finito» («The Failure»).

У своїй колекції поетичної прози «Cento Pagine di Poesia» 1915 (за «Buffonate», «Maschilità» та «Stroncature») Папіні поставив себе лицем до лиця з Джованні Боккаччо, Вільямом Шекспіром, Йоганом Вольфгангом фон Гете, а також сучасниками, такими як Бенедетто Кроче і Джованні Джентіле і менш відомі учні Габріеле д'Аннунціо. Критик про нього писав: 
 Джованні Папіні […] є одним з найпрекрасніших умів сьогоднішньої Італії. Він є прекрасним представником неспокійних пошуків істини сучасності, і його робота демонструє освіжаючу незалежність, засновану не так сильно на так званій незалежності, незнанні минулого, а на вивченні і розумінні цього. 
 Опублікував 1917 вірші, згруповані під назвою «Opera Prima». У 1921 Папіні оголосив про свій нещодавно знайдений римський католицизм, випустивши книгу «Storia di Cristo» («Історія Христа»), яка була перекладена двадцять трьома мовами і мала успіх у всьому світі.

## Фашизм і пізніші роки
Після подальших віршів він опублікував сатиру «Ґоґ» (1931) і есе «Данте Віво» («Живий Данте», або «If Dante Weve Alive»; 1933).

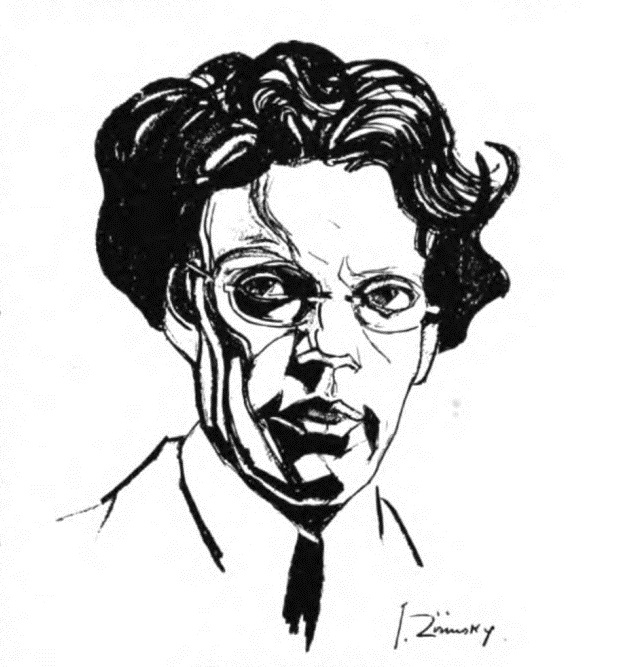
Малюнок Папіні Юліуса Зірінського.

Він рухався до фашизму, і його переконання принесли йому викладацьку посаду в Болонському університеті в 1935 (хоча його навчання давало йому лише кваліфікацію для викладання в початковій школі). Фашистська влада підтвердила «бездоганну репутацію» Папіні завдяки такому призначенню. У 1937 Папіні опублікував єдиний том своєї «Історії італійської літератури», який він присвятив Беніто Муссоліні: «Дуче, друзям поезії і поетам», нагороджений найвищими посадами в наукових колах, особливо в галузі дослідження італійського Відродження.
1940 твір Папіні «Storia della Letteratura Italiana» опублікований в країні, яка перебувала у союзі зі сталінським СССР — нацистській Німеччині під назвою "Eternal Italy — The Great in its Empire of Letters (німецькою мовою: Ewiges Italien — Die Großen im Reich seiner Dichtung). Папіні був віце-президентом «Europäische Schriftstellervereinigung» (тобто Ліги європейських письменників, заснованої Йозефом Геббельсом 1941/42. Коли фашистський уряд Італії упав (1943), Папіні оселився у францисканському монастирі в Ла Верна з ім'ям Фра Бонавентура.
Значною мірою дискредитований наприкінці Другої світової війни, він захищав католицизм правої спрямованості. Його робота зосереджувалася на різних темах, включаючи біографію Мікеланджело, при цьому Джованні продовжував публікувати темні і трагічні есеї. Папіні співпрацював з Корр'єре делла Сера, виступаючи з матеріалами, які були опубліковані в повному обсязі лише після його смерті.
Папіні страждав від прогресуючого паралічу (через хворобу моторних нейронів) і був сліпим протягом останніх років свого життя.

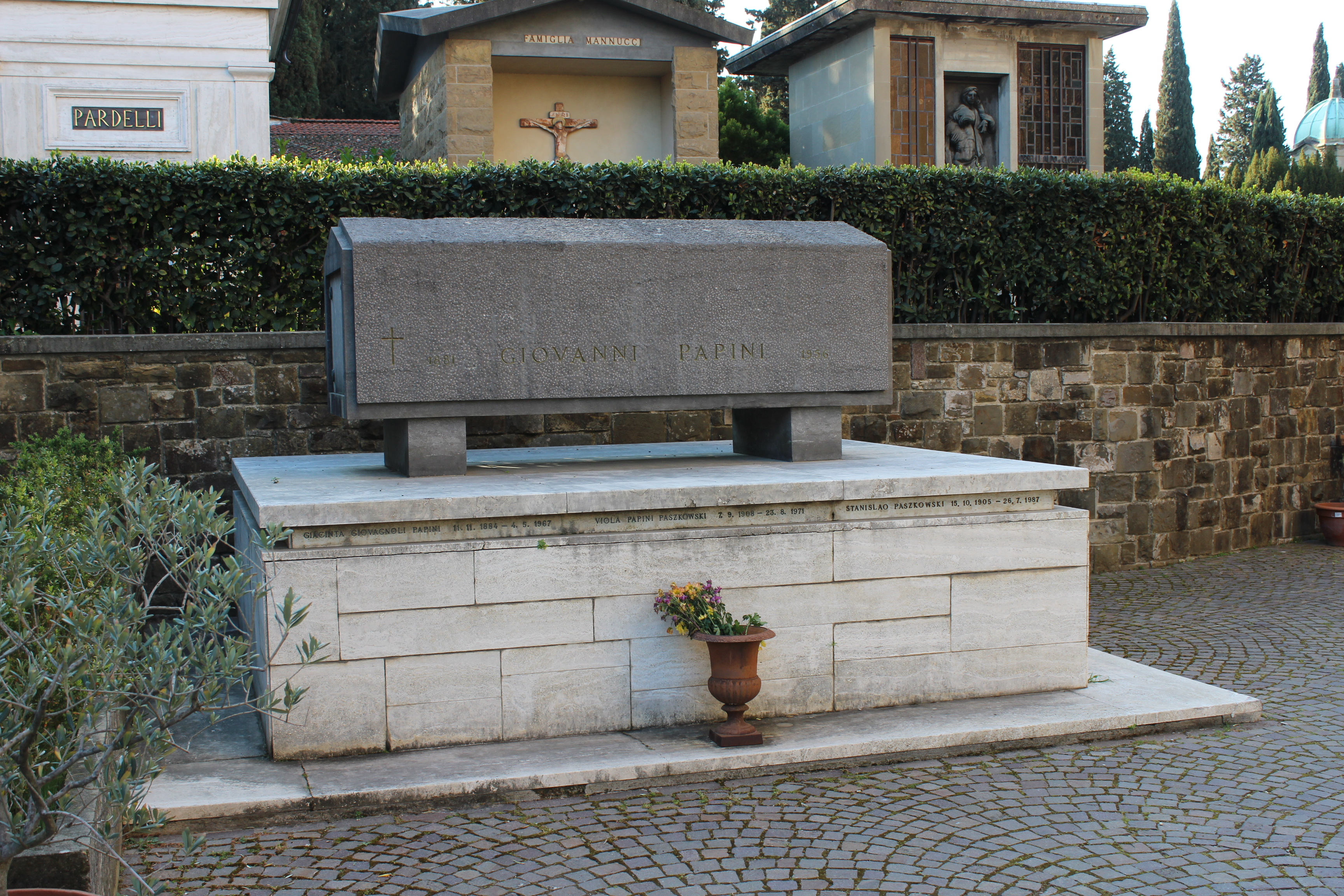
Могила Папіні в Cimitero delle Porte Sante у Флоренції.

За словами історика мистецтва Річарда Дормента, режим Франсіско Франко і НАТО використовували серію уявних інтерв'ю Папіні (Il Libro Nero, 1951) як пропаганду проти Пабло Пікассо, щоб різко підірвати його комуністичний образ. У 1962 художник попросив свого біографа П'єра Дайкса виставити інтерв'ю, яке він зробив у Les Lettres Françaises.
Джованні Папіні захоплювався Бруно де Фінетті, засновником суб'єктивної теорії ймовірностей, і Хорхе Луїсом Борхесом, який зауважив, що Папіні «несправедливо забутий» і включив деякі його розповіді в Бібліотеку Вавилонської бібліотеки.

## Публікації
- La Teoria Psicologica della Previsione (1902).
- Sentire Senza Agire e Agire Senza Sentire (1905).
- Il Crepuscolo dei Filosofi (1906).
- Il Tragico Quotidiano (1906).
- La Coltura Italiana (with Giuseppe Prezzolini, 1906).
- Il Pilota Cieco (1907).
- Le Memorie d'Iddio (1911).
- L'Altra Metà (1911).
- La Vita di Nessuno (1912).
- Parole e Sangue (1912).
- Un Uomo Finito (1913).
- Ventiquattro Cervelli (1913).
- Sul Pragmatismo: Saggi e Ricerche, 1903—1911 (1913).
- Almanacco Purgativo 1914 (with Ardengo Soffici et al., 1913).
- Buffonate (1914).
- Vecchio e Nuovo Nazionalismo (with Giuseppe Prezzolini, 1914).
- Cento Pagine di Poesia (1915).
- Maschilità (1915).
- La Paga del Sabato (1915).
- Stroncature (1916).
- Opera Prima (1917).
- Polemiche Religiose (1917).
- Testimonianze (1918).
- L'Uomo Carducci (1918).
- L'Europa Occidentale Contro la Mittel-Europa (1918).
- Chiudiamo le Scuole (1918).
- Giorni di Festa (1918).
- L'Esperienza Futurista (1919).
- Poeti d'Oggi (with Pietro Pancrazi, 1920).
- Storia di Cristo (1921).
- Antologia della Poesia Religiosa Italiana (1923).
- Dizionario dell'Omo Salvatico (with Domenico Giuliotti, 1923).
- L'Anno Santo e le Quattro Paci (1925).
- Pane e Vino (1926).
- Gli Operai della Vigna (1929).
- Sant'Agostino (1931).
- Gog (1931).
- La Scala di Giacobbe (1932).
- Firenze (1932).
- Il Sacco dell'Orco (1933).
- Dante Vivo (1933).
- Ardengo Soffici (1933).
- La Pietra Infernale (1934).
- Grandezze di Carducci (1935).
- I Testimoni della Passione (1937).
- Storia della Letteratura Italiana (1937).
- Italia Mia (1939).
- Figure Umane (1940).
- Medardo Rosso (1940).
- La Corona d'Argento (1941).
- Mostra Personale (1941).
- Prose di Cattolici Italiani d'Ogni Secolo (with Giuseppe De Luca, 1941).
- L'Imitazione del Padre. Saggi sul Rinascimento (1942).
- Racconti di Gioventù (1943).
- Cielo e Terra (1943).
- Foglie della Foresta (1946).
- Lettere agli Uomini di Papa Celestino VI (1946).
- Primo Conti (1947).
- Santi e Poeti (1948).
- Passato Remoto (1948).
- Vita di Michelangiolo (1949).
- Le Pazzie del Poeta (1950).
- Firenze Fiore del Mondo (with Ardengo Soffici, Piero Bargellini and Spadolini, 1950).
- Il Libro Nero (1951).
- Il Diavolo (1953).
- Il Bel Viaggio (with Enzo Palmeri, 1954).
- Concerto Fantastico (1954).
- Strane Storie (1954).
- La Spia del Mondo (1955).
- La Loggia dei Busti (1955).
- Le Felicità dell'Infelice (1956).

Posthumous
- L'Aurora della Letteratura Italiana: Da Jacopone da Todi a Franco Sacchetti (1956).
- Il Muro dei Gelsomini: Ricordi di Fanciullezza (1957).
- Giudizio Universale (1957).
- La Seconda Nascita (1958).
- Dichiarazione al Tipografo (1958).
- Città Felicità (1960).
- Diario (1962).
- Schegge (Articles published in Corriere della Sera, 1971).
- Rapporto sugli Uomini (1978).

### Збірки творів
- Tutte le Opere di Giovanni Papini, 11 vols. Milan: Mondadori (1958–66)

### Переклади англійською мовою
- Four and Twenty Minds. New York: Thomas Y. Crowell Company, 1922.
- The Story of Christ. London: Hodder and Stoughton, 1923 [Rep. as Life of Christ. New York: Harcourt, Brace and Co., 1923].
- The Failure. New York: Harcourt, Brace and Company, 1924 [Rep. as A Man-Finished. London: Hodder & Stoughton, 1924].
- The Memoirs of God. Boston: The Ball Publishing Co., 1926.
- A Hymn to Intelligence. Pittsburgh: The Laboratory Press, 1928.
- A Prayer for Fools, Particularly Those we See in Art Galleries, Drawing-rooms and Theatres. Pittsburgh: The Laboratory Press, 1929.
- Laborers in the Vineyard. London: Sheed & Ward, 1930.
- Life and Myself, translated by Dorothy Emmrich. New York: Brentano's, 1930.
- Saint Augustine. New York: Harcourt, Brace and Co., 1930.
- Gog, translated by Mary Prichard Agnetti. New York: Harcourt, Brace and Co., 1931.
- Dante Vivo. New York: The Macmillan Company, 1935.
- The Letters of Pope Celestine VI to All Mankind. New York: E.P. Dutton & Co., Inc., 1948.
- Florence: Flower of the World. Firenze: L'Arco, 1952 [with Ardengo Soffici and Piero Bargellini].
- Michelangelo, his Life and his Era. New York: E. P. Dutton, 1952.
- The Devil; Notes for Future Diabology. New York: E.P. Dutton, 1954 [London: Eyre & Spottiswoode, 1955].
- Nietzsche: An Essay. Mount Pleasant, Mich.: Enigma Press, 1966.
- «The Circle is Closing.» In: Lawrence Rainey (ed.), Futurism: An Anthology, Yale University Press, 2009.

### Вибрані статті
- "Philosophy in Italy, " [Архівовано 25 грудня 2015 у Wayback Machine.] The Monist 8 (4), July 1903, pp. 553–585.
- "What Pragmatism is Like, " Popular Science Monthly, Vol. LXXI, October 1907, pp. 351–358.
- "The Historical Play, " The Little Review 6 (2), pp. 49–51.
- "Ignoto, " [Архівовано 7 березня 2022 у Wayback Machine.] The New Age 26 (6), 1919, p. 95.
- "Buddha, " [Архівовано 13 листопада 2021 у Wayback Machine.] The New Age 26 (13), 1920, pp. 200–201.
- «Rudolph Eucken» The Open Court, 38 (5), May 1924, pp. 257–261.

### Оповідання
- "The Debt of a Day, " The International 9 (4), 1915, pp. 105–107.
- "The Substitute Suicide, " The International 10 (5), 1916, pp. 148–149.
- "Four-Hundred and Fifty-Three Love Letters, " The Stratford Journal 3 (1), 1918, pp. 9–12.
- «The Beggar of Souls» The Stratford Journal 4, 1919, p. 59–64.[35]
- "Life: The Vanishing Mirror, " Vanity Fair 13 (6), 1920, p. 53.
- "Don Juan's Lament, " Vanity Fair 13 (10), 1920, p. 43.
- "An Adventure in Introspection, " Vanity Fair 13 (10), 1920, p. 65.
- "Having to do with Love — and Memory, " Vanity Fair 14 (2), 1920, p. 69.
- "For no Reason, " Vanity Fair 14 (3), 1920, pp. 71, 116.
- "The Prophetic Portrait, " Vanity Fair 14 (4), 1920, p. 73.
- "The Man who Lost Himself, " Vanity Fair 14 (5), 1920, p. 35.
- "Hope, " Vanity Fair 14 (6), 1920, p. 57.
- "The Magnanimous Suicide, " Vanity Fair 15 (1), 1920, p. 73.
- "The Lost Day, " Vanity Fair 15 (3), 1920, pp. 79, 106.[36]
- "Two Faces in the Well, " Vanity Fair 15 (4), 1920, p. 41.
- "Two Interviews with the Devil, " Vanity Fair 15 (5), 1921, pp. 59, 94.
- "The Bartered Souls, " Vanity Fair 15 (6), 1921, p. 57.
- "The Man Who Could Not be Emperor, " Vanity Fair 16 (1), 1921, p. 41.
- "A Man Among Men — No More, " Vanity Fair 16 (2), 1921, p.
- "His Own Jailer, " The Living Age, December 9, 1922.
- "Pallas and the Centaur, " Italian Literary Digest 1 (1), April 1947.

### Переклади творів Папіні іноземними мовами
- Prezzolini, Giuseppe (1915). Discorso su Giovanni Papini. Firenze: Libreria Della Voce.
- Fondi, Renato (1922). Un costruttore: Giovanni Papini. Firenze: Vallecchi.
- Ridolfi, Roberto (1957). Vita di Giovanni Papini. Milano: A. Mondadori, 1957 (Edizioni di Storia e Letteratura, 1996).
- Horia, Vintilă (1963). Giovanni Papini. Paris: Wesmael-Charlier.
- Castelli, Eugenio & Julio Chiappini (1971). Diez Ensayos sobre Giovanni Papini. Santa Fe, Argentina: Ediciones Colmegna.
- Fuente, Jaime de la (1970). Papini: Una Vida en Busca de la Verdad. Madrid: E.P.E.S.A.
- Righi, Lorenzo (1981). Giovanni Papini Imperatore del Nulla: 1881—1981. Firenze: Tip. Sbolci.
- Fantino, Giuseppe (1981). Saggio su Papini. Milano: Italia Letteraria.
- Frangini, Giovanni (1982). Papini Vivo. Palermo: Thule.
- Invitto, Giovanni (1984). Un Contrasto Novecentesco: Giovanni Papini e la Filosofia. Lecce: Ed. Milella.
- Di Biase, Carmine (1999). Giovanni Papini. L'Anima Intera. Napoli: Edizioni Scientifiche Italiane.
- Richter, Mario (2005). Papini e Soffici: Mezzo Secolo di Vita Italiana (1903—1956). Florence: Le Lettere.
- Arnone, Vincenzo (2005). Papini, un Uomo Infinito. Padova: Messaggero.
- Castaldini, Alberto (2006). Giovanni Papini: la Reazione alla Modernità. Firenze: Leo S. Olschki.
- De Paulis-Dalembert, Maria Pia (2007). Giovanni Papini: Culture et Identité. Toulouse: Presses de l'Université du Mirail.
- Di Giovanni, Antonino (2009). Giovanni Papini. Dalla Filosofia Dilettante al Diletto della Filosofia. Roma-Acireale: Bonanno.